# Pont Adži-paša
Le Vieux pont sur la Ribnica est le plus ancien pont de Podgorica, au Monténégro. Il enjambe la rivière Ribnica, près de son confluent avec la rivière Morača. Le pont a été construit pendant la période de la domination romaine et a subi une reconstruction majeure au XVIIIe siècle. La reconstruction a été financée par Adži-paša Osmanagić et depuis lors, le pont est également connu sous le nom de pont d'Adži-paša,.

## Source de traduction
- (en) Cet article est partiellement ou en totalité issu de l’article de Wikipédia en anglais intitulé « Adži-paša's bridge » (voir la liste des auteurs).